# 2007년 한솔 코리아 오픈
2007년 한솔 코리아 오픈은 2007년 9월 24일부터 30일까지 서울에서 열렸다. 총상금 145,000 달러의 WTA 투어 티어 IV 대회였다.

## 우승자

### 여자 단식
비너스 윌리엄스 def.  마리아 키릴렌코 6-3, 1-6, 6-4

### 여자 복식
좡자룽 /  셰수웨이 def.  엘리니 다닐리두 /  야스민 뵈어, 6-2, 6-2

※ 좡좌룽과 셰수웨이는 바로 전 주 베이징에서 열린 대회 복식에서도 우승했다.